# SfB-Oure FA
Svendborg forenede Boldklubber (SfB) er en fodboldklub beliggende i Svendborg. Klubben blev stiftet i 1901.
I 2018 indgik klubben i et elitesamarbejde med Oure Fodbold Akademi om fælles førstehold under navnet SfB-Oure FA. Holdet har hjemmebane på Høje Bøge Stadion.
Klubben har en velfungerende ungdomsafdeling, som dog stadig er på jagt efter pladser i højere ungdomsrækker.
SfB er medlem af det lokale fodboldforbund Fyns Boldspil-Union (FBU) og derigennem organiseret under Dansk Boldspil-Union (DBU).

## Historie
Klubben blev stiftet 2. april 1901 som en cricket-klub under navnet Union. Datoen blev valgt, da det var 100-års dagen for Slaget på Reden.
I 1906 havde fodbolden overtaget og klubben blev meldt ind i Fyens Boldspil-Union. I 1906 havde klubben 50 aktive og 20 passive medlemmer. Den første officielle spilledragt var en sort sweater med rød og hvid tværstribe og sorte benklæder.
I 1915 skiftede klubben navn til Svendborg Boldklub.
I 1954 blev to andre Svendborg-klubber Frem og Fremad slået sammen til Kammeraternes Boldklub. Denne blev i 1962 lagt sammen med Svendborg Boldklub, og dannede Svendborg forenede Boldklubber (SfB).
Klubben har haft til huse flere steder. Først i Viebæltet og fra 1926 på Nyborgvej, men spillede sine førsteholdskampe på Høje Bøge Stadion.

### Svendborg i divisionerne
I 1963 rykkede SfB op i 3. division og fik første gang divisionsstatus. Men dette holdt kun til 1969, da den senere landstræner Richard Møller Nielsen overtog trænerposten. Det blev til nedrykning til Danmarksserien.
De hvide fra Sydfyn tog dog hurtigt revanche, da de i 1970 fløj gennem 3. division og for første gang i klubbens historie rykkede op i landets næstbedste række, der dengang hed 2. division. Dette var dog en for stor mundfuld for klubben, som måtte tage til takke med én sølle sejr, og en tilbagevenden til 3. division året efter.
I 1971 byggede klubben nyt klubhus på Hellegårdsvej og fik her et stort baneanlæg at råde over.
Året efter i 1972 vendte klubben tilbage til 2. division. I 1975 mødte man OB, som blev kampen der slog tilskuerrekord på Høje Bøge Stadion i form af 8000 mennesker.
I 1976 rykkede klubben ned igen, og de efterfølgende år blev uden det helt store at glæde sig over.
Først i 1982, med Viggo Jensen som træner, rykkede SfB igen op, men dette blev – som de forrige år – kun til et kort visit, da klubben rykkede ud af 2. division i 1987. Herefter blev klubbens fremgang igen ved det mere stillestående, og der var egentlig flere ned- end opture.
Først i 1994 igen blev til fremgang, men det var til gengæld også en af de store. Klubbens daværende træner, Flemming Nielsen, sørgede for oprykning til landets næstbedste række, der nu hed 1. division. Mens klubben nød tilværelsen i 1. division var de sågar tæt på oprykning til Superligaen da de i 1997 spillede kamp om oprykning til Superligaen mod Århus Fremad. Denne tabte de dog. Denne kamp havde oven i skuffelsen også en meget negativ indflydelse på holdet og klubben, og en mindre katastrofal nedtur startede her.
I 2000 måtte SfB vige pladsen i 2. division, og måtte en lang tur ned gennem rækkerne for at slutte i kval-rækken. Selvom Fynsserien truede SfB, lykkedes det dem at spille sig i Danmarksserien i 2006.

### F.C. Svendborg
Efter en årrække med svingende resultater vurderede klubbens ledelse, at professionelle tiltag var nødvendige. Klubben etablerede derfor den 1. juli 2008 F.C. Svendborg som professionel eliteoverbygning. Overbygningen trådte i kraft med sportslig virkning fra og med starten på 2008/09-sæsonen. F.C. Svendborg spillede i orange trøjer og sorte bukser. Logoet var en stiliseret version af Svendborgs byvåben.
Efter en periode med økonomiske og sportslige problemer, hvor klubben blandt andet måtte opsige cheftræner Michael Schjønberg på grund af en presset økonomi, blev F.C. Svendborg nedlagt i 2017. Kort tid efter blev F.C. Svendborg erklæret konkurs og førsteholdet blev nedrykket til Serie 1. Herefter gik klubben tilbage til sit oprindelige navn, logo og spillerdragt.

### SfB-Oure FA
I januar 2018 indgik SfB et elitesamarbejde med Oure Fodbold Akademi om fælles førstehold for herre senior, U19 og U17 under navnet SfB-Oure FA. Sportsligt fik samarbejdet virkning fra 2018/2019. Spillerdragten er fortsat hvid-sort. Det traditionelle 'SfB' logo bibeholdes side om side med Oures røde 'O'.
I 2020/21 var førsteholdet igen klar til 2. division, men en 13. plads førte til nedrykning til Danmarksserien, som følge af en omstrukturering af divisionerne.

## Anlæg
Klubbens førstehold spiller sine kampe på Høje Bøge Stadion, som ligger på Skovvej 18 i Svendborg.
Klubbens klubhus og dertil hørende anlæg hører hjemme på Tipsvænget 4 (tidl. Hellegårdsvej) i Svendborg.
Klubben fik i løbet af foråret 2007 anlagt en 3. generations kunstgræsbane, som der sammen med de resterende 7-10 baner er grundlag for klubbens anlæg.

## Notable personer
Kim Hansen er med sine i alt 378 officielle kampe i løbet af 1970'erne og 1980'erne på førsteholdet den SfB spiller, der sidder inde med kamprekorden i klubben (pr. august 2009).
Der er udnævnt følgende æresmedlemmer i SfB:
23. februar 1993: Erik “Pløk” Nielsen
30. april 1998: Karl Otto Hansen
30. april 1998: Tage Juel Jensen
7. april 2001: Mogens Frederiksen
7. april 2001: Viggo Aagaard
7. april 2001: Richard Møller Nielsen
7. april 2001: Erik Mølgaard
17. marts 2005: Kjeld Bjørkmann
25. marts 2010: John Hansen
5. januar 2013: Ole Krammager
27. marts 2014: Kjeld Andersen
Følgende spillere har repræsenteret Danmark på fodboldlandsholdet:
Thomas Sørensen
John Eriksen